# Прем'єр-ліга (Судан)
Прем'єр-ліга (Судан) (араб. الدوري السوداني الممتاز) — змагання з футболу з-поміж клубів Судану, в ході якого визначається чемпіон країни й представники міжнародних клубних змагань.

## Історія
У 1920 році в Судані було створено перше футбольне змагання Хартумська національна ліга, в якій було 14 команд-учасниць з території усієї країни. У 1951 році змагання реорганізоване в Прем'єр-лігу Хартума.
У 1962 році створено загальнонаціональний чемпіонат, Перший дивізіон Судану. Першим чемпіоном став «Аль-Гіляль». На даний час ця команда є найтитулованішою в країні. Усезоні 1974 року було проведено два окремих чемпіонати.

## Регламент
У чемпіонаті виступають 14 клубів. Чемпіон та віце-чемпіон кваліфікуються до Ліги чемпіонів КАФ, бронзовий призер змагання — до Кубку конфедерації КАФ. Команда, яяка посіла останнє місце в чемпіонаті, вибуває в Другий дивізіон Судану.

## Переможці та срібні призери
| Сезон   | Чемпіон                   | Віце-чемпіон             |
| ------- | ------------------------- | ------------------------ |
| 1962    | «Аль-Гіляль» (Омдурман)   |                          |
| 1963    | Чемпіонат не відбувся     | Чемпіонат не відбувся    |
| 1964    | «Аль-Гіляль» (Омдурман)   | «Аль-Меррейх» (Омдурман) |
| 1965    | «Аль-Гіляль» (Омдурман)   | «Аль-Шаті» (Атбара)      |
| 1966    | «Аль-Гіляль» (Омдурман)   |                          |
| 1967    | «Аль-Гіляль» (Омдурман)   | «Аль-Меррейх» (Омдурман) |
| 1968    | «Аль-Мурада» (Омдурман)   | «Аль-Гіляль» (Омдурман)  |
| 1969    | «Буррі»                   | «Аль-Меррейх» (Омдурман) |
| 1970    | «Аль-Меррейх» (Омдурман)  |                          |
| 1971    | «Аль-Меррейх» (Омдурман)  | «Аль-Гіляль» (Омдурман)  |
| 1972    | «Аль-Меррейх» (Омдурман)  | «Аль-Гіляль» (Омдурман)  |
| 1973    | «Аль-Меррейх» (Омдурман)  |                          |
| 1974 А  | «Аль-Гіляль» (Омдурман)   |                          |
| 1974 Б  | «Аль-Меррейх» (Омдурман)  | «Аль-Гіляль» (Омдурман)  |
| 1975    | «Аль-Меррейх» (Омдурман)  |                          |
| 1976    | Чемпіонат не відбувся     | Чемпіонат не відбувся    |
| 1977    | «Аль-Меррейх» (Омдурман)  | «Аль-Гіляль» (Омдурман)  |
| 1978    | «Аль-Меррейх» (Омдурман)  |                          |
| 1979    | Чемпіонат не відбувся     | Чемпіонат не відбувся    |
| 1980    | Чемпіонат не відбувся     | Чемпіонат не відбувся    |
| 1981    | «Аль-Гіляль» (Омдурман)   | «Хай аль-Араб»           |
| 1982    | «Аль-Меррейх» (Омдурман)  | «Аль-Аглі» (Вад-Мадані)  |
| 1983    | «Аль-Гіляль» (Омдурман)   | «Аль-Меррейх» (Омдурман) |
| 1984    | «Аль-Гіляль» (Омдурман)   | «Аль-Меррейх» (Омдурман) |
| 1985    | «Аль-Меррейх» (Омдурман)  | Аль-Меррейх (Аль-Уббаїд) |
| 1986    | «Аль-Гіляль» (Омдурман)   | «Аль-Меррейх» (Омдурман) |
| 1987    | «Аль-Гіляль» (Омдурман)   | «Аль-Мурада» (Омдурман)  |
| 1988    | «Аль-Гіляль» (Омдурман)   | «Аль-Меррейх» (Омдурман) |
| 1989    | «Аль-Гіляль» (Омдурман)   |                          |
| 1990    | «Аль-Меррейх» (Омдурман)  | «Аль-Мурада» (Омдурман)  |
| 1991    | «Аль-Гіляль» (Омдурман)   | «Аль-Меррейх» (Омдурман) |
| 1992    | «Аль-Гіляль» (Порт-Судан) | «Аль-Меррейх» (Омдурман) |
| 1993    | «Аль-Меррейх» (Омдурман)  | «Аль-Мурада» (Омдурман)  |
| 1994    | «Аль-Гіляль» (Омдурман)   | «Аль-Меррейх» (Омдурман) |
| 1995    | «Аль-Гіляль» (Омдурман)   | «Аль-Мурада» (Омдурман)  |
| 1996    | «Аль-Гіляль» (Омдурман)   | «Аль-Мурада» (Омдурман)  |
| 1997    | «Аль-Меррейх» (Омдурман)  | «Аль-Мурада» (Омдурман)  |
| 1998    | «Аль-Гіляль» (Омдурман)   | «Аль-Меррейх» (Омдурман) |
| 1999    | «Аль-Гіляль» (Омдурман)   | «Хай аль-Араб»           |
| 2000    | «Аль-Меррейх» (Омдурман)  | «Аль-Гіляль» (Омдурман)  |
| 2001    | «Аль-Меррейх» (Омдурман)  | «Аль-Гіляль» (Омдурман)  |
| 2002    | «Аль-Меррейх» (Омдурман)  | «Аль-Гіляль» (Омдурман)  |
| 2003    | «Аль-Гіляль» (Омдурман)   | «Аль-Меррейх» (Омдурман) |
| 2004    | «Аль-Гіляль» (Омдурман)   | «Аль-Меррейх» (Омдурман) |
| 2005    | «Аль-Гіляль» (Омдурман)   | «Аль-Меррейх» (Омдурман) |
| 2006    | «Аль-Гіляль» (Омдурман)   | «Аль-Меррейх» (Омдурман) |
| 2007    | «Аль-Гіляль» (Омдурман)   | «Аль-Меррейх» (Омдурман) |
| 2008    | «Аль-Меррейх» (Омдурман)  | «Аль-Гіляль» (Омдурман)  |
| 2009    | «Аль-Гіляль» (Омдурман)   | «Аль-Меррейх» (Омдурман) |
| 2010    | «Аль-Гіляль» (Омдурман)   | «Аль-Меррейх» (Омдурман) |
| 2011    | «Аль-Меррейх» (Омдурман)  | «Аль-Гіляль» (Омдурман)  |
| 2012    | «Аль-Гіляль» (Омдурман)   | «Аль-Меррейх» (Омдурман) |
| 2013    | «Аль-Меррейх» (Омдурман)  | «Аль-Гіляль» (Омдурман)  |
| 2014    | «Аль-Гіляль» (Омдурман)   | «Аль-Меррейх» (Омдурман) |
| 2015    | «Аль-Меррейх» (Омдурман)  | «Аль-Гіляль» (Омдурман)  |
| 2016    | «Аль-Гіляль» (Омдурман)   | «Аль-Меррейх» (Омдурман) |
| 2017    | «Аль-Гіляль» (Омдурман)   | «Аль-Меррейх» (Омдурман) |
| 2018    | «Аль-Гіляль» (Омдурман)   | «Аль-Меррейх» (Омдурман) |
| 2018-19 | «Аль-Меррейх» (Омдурман)  | «Аль-Гіляль» (Омдурман)  |

## Чемпіонські титули по клубах
| Клуб                      | Чемпіон | Роки чемпіонств |
| ------------------------- | ------- | --- |
| «Аль-Гіляль» (Омдурман)   | 31      | 1962, 1964, 1965, 1966, 1967, 1974a, 1981, 1983, 1984, 1986, 1987, 1988, 1989, 1991, 1994, 1995, 1996, 1998, 1999, 2003, 2004, 2005, 2006, 2007, 2009, 2010, 2012, 2014, 2016, 2017, 2018. |
| «Аль-Меррейх» (Омдурман)  | 21      | 1970, 1971, 1972, 1973, 1974b, 1975, 1977, 1978, 1982, 1985, 1990, 1993, 1997, 2000, 2001, 2002, 2008, 2011, 2013, 2015, 2019.                                                             |
| «Аль-Мурада» (Омдурман)   | 1       | 1968 |
| «Буррі»                   | 1       | 1969 |
| «Аль-Гіляль» (Порт-Судан) | 1       | 1992 |

## Найкращі бомбардири
| Сезон   | Гравець                     | Клуб                     | Голи |
| ------- | --------------------------- | ------------------------ | ---- |
| 1996    | Осама Бреїш                 | «Аль-Меррейх» (Омдурман) | 7    |
| 1996    | Амір Муса                   | «Аль-Гіляль» (Омдурман)  | 7    |
| 1996    | Амурі Елькамлейн            | «Гіляль Ашанті»          | 7    |
| 1996    | Кеїнда                      | «Хай Аль-араб»           | 7    |
| 1997    | Абд Аль-Маджид Джафер       | «Аль-Меррейх» (Омдурман) | 9    |
| 1998    | Абд Аль-Маджид Джафер       | «Аль-Меррейх» (Омдурман) | 19   |
| 1999    | Фейсал Агаб                 | «Аль-Меррейх» (Омдурман) | 7    |
| 2000    | Мутаз Кабаїр                | «Аль-Меррейх Аль-Тагер»  | 14   |
| 2001    | Мутаз Кабаїр                | «Аль-Гіляль» (Омдурман)  | 15   |
| 2002    | Мутаз Кабаїр                | «Аль-Гіляль» (Омдурман)  | 15   |
| 2003    | Мутаз Кабаїр                | «Аль-Гіляль» (Омдурман)  | 12   |
| 2004    | Айтам Тамбал                | «Аль-Гіляль» (Омдурман)  | 20   |
| 2005    | Фейсал Агаб                 | «Аль-Меррейх» (Омдурман) | 19   |
| 2005    | Айтам Тамбал                | «Аль-Гіляль» (Омдурман)  | 19   |
| 2006    | Ендюренс Ідахор             | «Аль-Меррейх» (Омдурман) | 18   |
| 2006    | Келечі Осунва               | «Аль-Гіляль» (Омдурман)  | 18   |
| 2007    | Келечі Осунва               | «Аль-Гіляль» (Омдурман)  | 20   |
| 2008    | Айтам Тамбал                | «Аль-Меррейх» (Омдурман) | 21   |
| 2009    | Келечі Осунва               | «Аль-Меррейх» (Омдурман) | 21   |
| 2010    | Мудатір Аль-Таєб            | «Аль-Гіляль» (Омдурман)  | 13   |
| 2011    | Джонас Сакуваха             | «Аль-Меррейх» (Омдурман) | 19   |
| 2012    | Келечі Осунва               | «Аль-Меррейх» (Омдурман) | 18   |
| 2013    | Мохаммед Коко               | «Аль-Аглі» (Атбара)      | 12   |
| 2013    | Мудатер Ель-Тахір           | «Аль-Гіляль» (Омдурман)  | 12   |
| 2013    | Усмаїла Баба                | «Аль-Аглі» (Шенді)       | 12   |
| 2014    | Мохамед Траоре              | «Аль-Меррейх» (Омдурман) | 15   |
| 2015    | Мохамед Абд Аль-момен Анкба | «Аль-Меррейх» (Омдурман) | 12   |
| 2016    | Келечі Осунва               | «Аль-Аглі» (Шенді)       | 38   |
| 2017    | Мохамед Абдулрахман Юсіф    | «Аль-Меррейх» (Омдурман) | 22   |
| 2018    | Валід Бахед                 | «Аль-Гіляль» (Омдурман)  | 16   |
| 2018-19 | Річмонд Антві               | «Аль-Хартум»             | 11   |